# Didactylia arabica
Didactylia arabica är en skalbaggsart som beskrevs av Riccardo Pittino 1984. Didactylia arabica ingår i släktet Didactylia och familjen Aphodiidae. Inga underarter finns listade i Catalogue of Life.